# Ижболдин, Борис Сергеевич
Борис Сергеевич Ижболдин (англ. Boris Ishboldin, 13 декабря 1899, Москва — октябрь 1984, Нью-Йорк) — американский экономист российского происхождения, почетный доктор экономики, профессор университетов Парижа, Белграда, Сент-Луиса (США), член Научного Британского общества покровительства науки и учебы, член Русского историко-родословного общества в Америке, член Русской академической группы в США.

## Биография
Борис Сергеевич Ижболдин родился в Москве в 1899 году. Его отец Сергей Николаевич Ижболдин был известным администратором, одним из лидеров Всероссийского Торгового и Промышленного Союза. Мать Ольга Сергеевна Ижболдина (Чижова), дочь московского банкира Ивана Гавриловича Чижова. Борис Ишболдин имел арабскую приставку к фамилии «аль Бекри» как потомок по прямой мужской генеалогической линии Абу Бекра (573—634), первого праведного халифа, сподвижника и одного из тестей пророка Мухаммеда.
Ижболдин окончил Императорский лицей в Москве и получил диплом из рук Патриарха всея Руси Тихона. После революции эмигрировал из России сначала в Чехословакию, потом переехал в Германию, окончил факультет коммерции Берлинского университета (1925). Продолжил учебу в Кёльнском университете (Universität zu Köln) — получил степень магистра (1926) и через два года защитил диссертацию «Русская внешнеторговая политика» на степень доктора политических наук.
В 1930 году Ижболдин переехал в Белград и продолжил научно-исследовательскую и преподавательскую деятельность в Русском научном институте Белградского университета. В 1928—1930 гг. и 1932—1939 гг. работал в Париже в Русском институте права и экономики. Выступал с докладами на Семинаре профессоров А. Н. Анцыферова и М. А. Бунятяна, в Русской академической группе, на Семинаре профессоров М. В. Бернацкого, В. Б. Ельяшевича и А. М. Михельсона, Экономическом семинаре профессора А. П. Маркова, в Кружке «К познанию России», Объединенном клубе постреволюционных течений, Обществе по изучению современной России. Публиковался в литературном и историко-философском журналах русской эмиграции в Париже «Современные записки», «Новый град».
В 1938 году переехал на жительство в США и в 1945—1963 годах преподавал экономику в Сент-Луисском университете. Был почетным профессором экономических наук. Сотрудничал в «Новом журнале» — литературно-публицистическом журнале русской эмиграции в Америке. Участвовал в деятельности Русской академической группы в США.
Борис Ижболдин был членом Международного института социальных движений (Париж, 1937); Русского историко-родословного общества в Америке (Нью-Йорк, 1944); Американской экономической ассоциации (1948); Международной германской социологической ассоциации, (1948); член Международного института рыночной конкуренции (Брюссель, 1955); член Ассоциации эволюционной экономики в США (1971).
Автор более 70 научных трудов по экономике, кооперации, истории. В 1963 году написал получившую широкую известность книгу «Очерки из истории татар», в которой он использовал фамильные предания своего древнего рода.

## Сочинения
- Die russische Handelspolitik der Gegenwart Yena, 1930
- Die Lehre von der 'beseelten' Betriebswirtschaft Belgrad, 1931
- Boris Ishboldin The Eurasian Movement. //The Russian Review. — Vol. 5, No. 2 (Spring, 1946)[3]
- Critiques of econometrics New Delhi, 1948
- Economic synthesis New Delhi, 1958
- Essays on Tatar history New Delhi, 1963
- History of the Russian Non-Marxian Social-Economics Thought, 1971
- Ижболдин Б. // Публикации в журнале «Новый град»